# Adel (Georgia)
Adel è una città degli Stati Uniti d'America, situata nello Stato della Georgia e in particolare nella contea di Cook, della quale è il capoluogo.